# Lathrocordulia garrisoni
Lathrocordulia garrisoni là một loài chuồn chuồn ngô thuộc họ Corduliidae. Nó là loài đặc hữu của Úc. Môi trường sống tự nhiên của chúng là vùng núi ẩm nhiệt đới hoặc cận nhiệt đới. Nó bị đe dọa do mất môi trường sống.